# Bergia perennis
Bergia perennis là một loài thực vật có hoa trong họ Elatinaceae. Loài này được (F.Muell.) F.Muell. mô tả khoa học đầu tiên năm 1860.